# Abierto Mexicano de Tenis
El Abierto Mexicano de Tenis (denominado  Abierto Telcel por motivos de patrocinio) es un torneo oficial de tenis que se celebra anualmente a finales de febrero. Todas sus ediciones se jugaron en el recinto Princess Mundo Imperial, y no fue hasta la edición del 2022 que se trasladó a su nueva sede, la Arena GNP Seguros en Acapulco (México). El torneo se encuentra dentro de las actividades realizadas por la ATP y hasta el 2020 formó parte de la WTA.
El torneo se jugó en canchas de tierra batida al aire libre hasta 2013 y a partir del 2014 cambió a superficie dura. Se juega en las semanas comprendidas entre la finalización del Abierto de Australia y el comienzo del Masters de Indian Wells. Forma parte de la serie de torneos ATP World Tour 500 de la ATP.
Se lleva a cabo cada año a partir de 1993. Los torneos de 1993 a 2000 se realizaron en la Ciudad de México. A partir del año 2001 el AMT se realiza en la ciudad de Acapulco. Desde el inicio este campeonato ha tenido reconocimiento de la ATP y WTA.
Los jugadores con más títulos en la rama masculina son Thomas Muster, David Ferrer y Rafael Nadal con 4 conquistas. En la rama femenina las jugadoras con más títulos fueron Amanda Coetzer, Flavia Pennetta, Venus Williams y Sara Errani con 2 títulos cada una.

## Historia

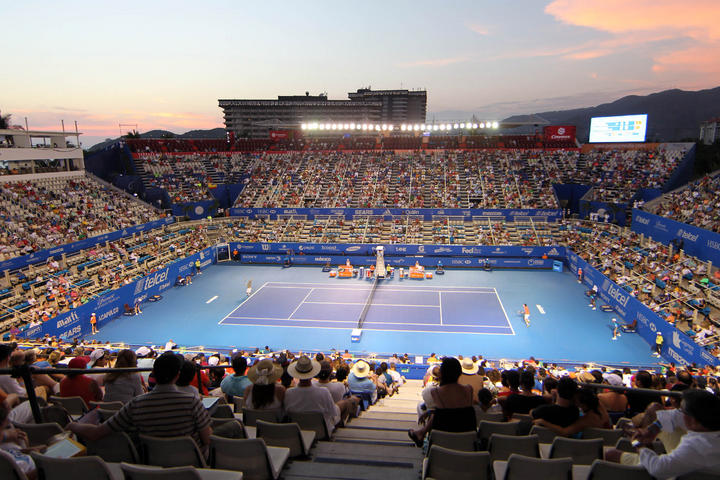
Arena GNP Seguros.

En los años 1990, surgió la idea de tener en México un torneo de tenis, en el que los jugadores mexicanos pudieran enfrentarse a los mejores a nivel internacional y así ganar puntos ATP como locales. El primer Abierto Mexicano de Tenis se realizó del 22 al 28 de febrero de 1993, en las instalaciones del Club Alemán, al sur de la Ciudad de México. Durante las primeras cuatro ediciones, el campeón fue el tenista austriaco Thomas Muster.
El trofeo utilizado en el torneo masculino se llama Guaje de Plata. El trofeo hace referencia al fruto del guaje (lagenaria siceraria).
El AMT cambió la fecha de realización en 1997, de febrero a octubre, con la finalidad de darle mayor peso a la gira latinoamericana. En 1998 fue el último año que el torneo se disputó en la Ciudad de México.
En 1999, el torneo no se disputó por problemas de logística. Para el año 2000, el torneo se llevó a cabo pero en una nueva sede, Acapulco. En este año, el torneo obtuvo la categoría ATP International Series Gold (reenombrado como ATP 500 a partir de 2009). Al año siguiente, la organización integró a su torneo los cuadros de individual y dobles en la rama femenina.
El torneo de 2013 fue el último en disputarse en arcilla. A partir del siguiente año el torneo cambió de superficie a cancha dura con la finalidad de mejorar sus cuadros.
El torneo femenino se dejó de disputar a partir de 2021.

## Reparto de puntos y premios en dinero
| Ronda            | Puntos | Premio en dinero |
| ---------------- | ------ | ---------------- |
| Ganador          | 500    | US$367,630       |
| Finalista        | 300    | US$184,640       |
| Semifinalistas   | 180    | US$93,160        |
| Cuartos de final | 90     | US$48,470        |
| Segunda ronda    | 45     | US$24,470        |
| Primera ronda    | 0      | US$13,540        |

| Ronda            | Puntos | Premio en dinero |
| ---------------- | ------ | ---------------- |
| Ganadora         | 280    | US$43,000        |
| Finalista        | 180    | US$21,400        |
| Semifinalistas   | 110    | US$11,500        |
| Cuartos de final | 60     | US$6,175         |
| Segunda ronda    | 30     | US$3,400         |
| Primera ronda    | 1      | US$2,100         |

## Palmarés

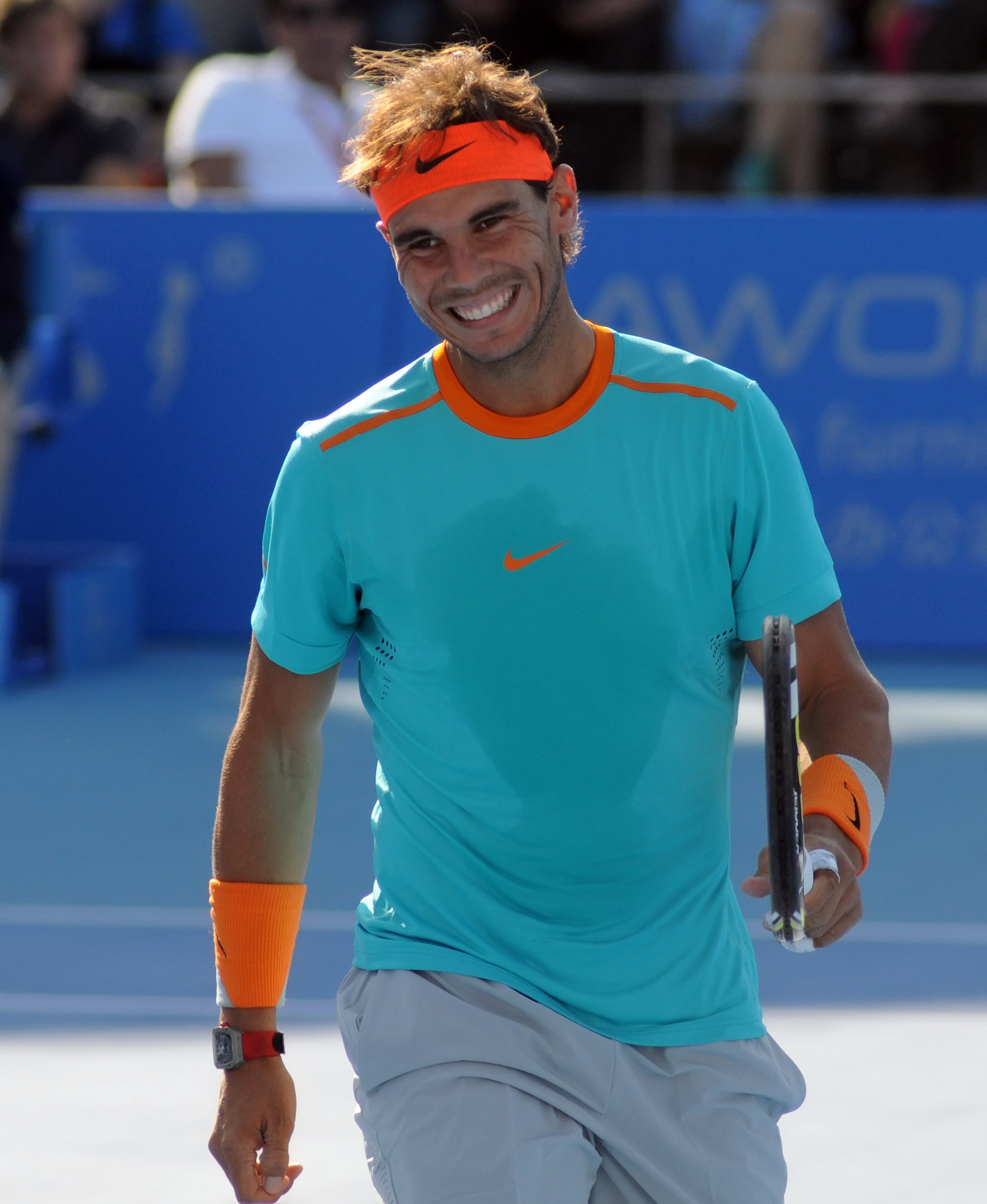
Rafael Nadal, campeón de 4 títulos en Acapulco y máximo ganador desde Thomas Muster y David Ferrer.

### Individual masculino
| Año              | Campeón               | Subcampeón           | Resultado           |
| ---------------- | --------------------- | -------------------- | ------------------- |
| ↓ ATP Tour 250 ↓ |                       |                      |                     |
| 1993             | Thomas Muster         | Carlos Costa         | 6-2, 6-4            |
| 1994             | Thomas Muster         | Roberto Jabali       | 6-3, 6-1            |
| 1995             | Thomas Muster         | Fernando Meligeni    | 7-6(4), 7-5         |
| 1996             | Thomas Muster         | Jirí Novák           | 7-6(3), 6-2         |
| 1997             | Francisco Clavet      | Juan Albert Viloca   | 6-4, 7-6(7)         |
| 1998             | Jirí Novák            | Xavier Malisse       | 6-3, 6-3            |
| 1999             | No celebrado          | No celebrado         | No celebrado        |
| ↓ ATP Tour 500 ↓ |                       |                      |                     |
| 2000             | Juan Ignacio Chela    | Mariano Puerta       | 6-4, 7-6(4)         |
| 2001             | Gustavo Kuerten       | Galo Blanco          | 6-4, 6-2            |
| 2002             | Carlos Moyá           | Fernando Meligeni    | 7-6(4), 7-6(4)      |
| 2003             | Agustín Calleri       | Mariano Zabaleta     | 7-5, 3-6, 6-3       |
| 2004             | Carlos Moyá           | Fernando Verdasco    | 6-3, 6-0            |
| 2005             | Rafael Nadal          | Álbert Montañés      | 6-1, 6-0            |
| 2006             | Luis Horna            | Juan Ignacio Chela   | 7-6(6), 6-4         |
| 2007             | Juan Ignacio Chela    | Carlos Moyá          | 6-3, 7-6(2)         |
| 2008             | Nicolás Almagro       | David Nalbandian     | 6-1, 7-6(1)         |
| 2009             | Nicolás Almagro       | Gaël Monfils         | 6-4, 6-4            |
| 2010             | David Ferrer          | Juan Carlos Ferrero  | 6-3, 3-6, 6-1       |
| 2011             | David Ferrer          | Nicolás Almagro      | 7-6(4), 6-7(2), 6-2 |
| 2012             | David Ferrer          | Fernando Verdasco    | 6-1, 6-2            |
| 2013             | Rafael Nadal          | David Ferrer         | 6-0, 6-2            |
| 2014             | Grigor Dimitrov       | Kevin Anderson       | 7-6(1), 3-6, 7-6(5) |
| 2015             | David Ferrer          | Kei Nishikori        | 6-3, 7-5            |
| 2016             | Dominic Thiem         | Bernard Tomic        | 7-6(6), 4-6, 6-3    |
| 2017             | Sam Querrey           | Rafael Nadal         | 6-3, 7-6(3)         |
| 2018             | Juan Martín del Potro | Kevin Anderson       | 6-4, 6-4            |
| 2019             | Nick Kyrgios          | Alexander Zverev     | 6-3, 6-4            |
| 2020             | Rafael Nadal          | Taylor Fritz         | 6-3, 6-2            |
| 2021             | Alexander Zverev      | Stefanos Tsitsipas   | 6-4, 7-6(3)         |
| 2022             | Rafael Nadal          | Cameron Norrie       | 6-4, 6-4            |
| 2023             | Álex de Miñaur        | Tommy Paul           | 3-6, 6-4, 6-1       |
| 2024             | Álex de Miñaur        | Casper Ruud          | 6-4, 6-4            |
| 2025             | Tomáš Macháč          | Alejandro Davidovich | 7-6(6), 6-2         |

### Individual femenino
| Año  | Campeona            | Subcampeona         | Resultado        |
| ---- | ------------------- | ------------------- | ---------------- |
| 2001 | Amanda Coetzer      | Elena Dementieva    | 2-6, 6-1, 6-2    |
| 2002 | Katarina Srebotnik  | Paola Suárez        | 6-7(1), 6-4, 6-2 |
| 2003 | Amanda Coetzer      | Mariana Díaz Oliva  | 7-5, 6-3         |
| 2004 | Iveta Benešová      | Flavia Pennetta     | 7-6(5), 6-4      |
| 2005 | Flavia Pennetta     | Liudmila Cervanová  | 3-6, 7-5, 6-3    |
| 2006 | Anna-Lena Grönefeld | Flavia Pennetta     | 6-1, 4-6, 6-2    |
| 2007 | Émilie Loit         | Flavia Pennetta     | 7-6(0), 6-4      |
| 2008 | Flavia Pennetta     | Alizé Cornet        | 6-0, 4-6, 6-1    |
| 2009 | Venus Williams      | Flavia Pennetta     | 6-1, 6-2         |
| 2010 | Venus Williams      | Polona Hercog       | 2-6, 6-2, 6-3    |
| 2011 | Gisela Dulko        | Arantxa Parra       | 6-3, 7-6(5)      |
| 2012 | Sara Errani         | Flavia Pennetta     | 5-7, 7-6(2), 6-0 |
| 2013 | Sara Errani         | Carla Suárez        | 6-0, 6-4         |
| 2014 | Dominika Cibulková  | Christina McHale    | 7-6(3), 4-6, 6-4 |
| 2015 | Timea Bacsinszky    | Caroline Garcia     | 6-3, 6-0         |
| 2016 | Sloane Stephens     | Dominika Cibulková  | 6-4, 4-6, 7-6(5) |
| 2017 | Lesia Tsurenko      | Kristina Mladenovic | 6-1, 7-5         |
| 2018 | Lesia Tsurenko      | Stefanie Vögele     | 5-7, 7-6(2), 6-2 |
| 2019 | Yafan Wang          | Sofia Kenin         | 2-6, 6-3, 7-5    |
| 2020 | Heather Watson      | Leylah Fernandez    | 6-4, 6-7(8), 6-1 |

### Dobles masculino
| Año              | Campeones                               | Subcampeones                          | Resultado              |
| ---------------- | --------------------------------------- | ------------------------------------- | ---------------------- |
| ↓ ATP Tour 250 ↓ |                                         |                                       |                        |
| 1993             | Leonardo Lavalle Jaime Oncins           | Horacio de la Peña Jorge Lozano       | 7-6, 6-4               |
| 1994             | Francisco Montana Bryan Shelton         | Luke Jensen Murphy Jensen             | 6-3, 6-4               |
| 1995             | Javier Frana Leonardo Lavalle           | Marc-Kevin Goellner Diego Nargiso     | 7-5, 6-3               |
| 1996             | Donald Johnson Francisco Montana        | Nicolás Pereira Emilio Sánchez        | 6-2, 6-4               |
| 1997             | Nicolás Lapentti Daniel Orsanic         | Luis Herrera Mariano Sánchez          | 4-6, 6-3, 7-6          |
| 1998             | Jirí Novák David Rikl                   | Daniel Orsanic David Roditi           | 6-4, 6-2               |
| 1999             | No celebrado                            | No celebrado                          | No celebrado           |
| ↓ ATP Tour 500 ↓ |                                         |                                       |                        |
| 2000             | Byron Black Donald Johnson              | Gastón Etlis Martín Rodríguez         | 6-3, 7-5               |
| 2001             | Donald Johnson Gustavo Kuerten          | David Adams Martín García             | 6-3, 7-6(5)            |
| 2002             | Bob Bryan Mike Bryan                    | Martin Damm David Rikl                | 6-1, 3-6, [10-2]       |
| 2003             | Mark Knowles Daniel Nestor              | David Ferrer Fernando Vicente         | 6-3, 6-3               |
| 2004             | Bob Bryan Mike Bryan                    | Juan Ignacio Chela Nicolás Massú      | 6-2, 6-3               |
| 2005             | David Ferrer Santiago Ventura           | Jirí Vanek Tomáš Zíb                  | 4-6, 6-1, 6-4          |
| 2006             | František Cermák Leoš Friedl            | Potito Starace Filippo Volandri       | 7-5, 6-2               |
| 2007             | Potito Starace Martín Vassallo Argüello | Lukáš Dlouhý Pavel Vízner             | 6-0, 6-2               |
| 2008             | Oliver Marach Michal Mertinák           | Agustín Calleri Luis Horna            | 6-2, 6-7(3), [10-7]    |
| 2009             | František Cermák Michal Mertinák        | Łukasz Kubot Oliver Marach            | 4-6, 6-4, [10-7]       |
| 2010             | Łukasz Kubot Oliver Marach              | Fabio Fognini Potito Starace          | 6-0, 6-0               |
| 2011             | Victor Hănescu Horia Tecău              | Marcelo Melo Bruno Soares             | 6-1, 6-3               |
| 2012             | David Marrero Fernando Verdasco         | Marcel Granollers Marc López          | 6-3, 6-4               |
| 2013             | David Marrero Łukasz Kubot              | Simone Bolelli Fabio Fognini          | 7-5, 6-2               |
| 2014             | Kevin Anderson Matthew Ebden            | Feliciano López Max Mirnyi            | 6-3, 6-3               |
| 2015             | Ivan Dodig Marcelo Melo                 | Mariusz Fyrstenberg Santiago González | 7-6(2), 5-7, [10-3]    |
| 2016             | Treat Huey Max Mirnyi                   | Philipp Petzschner Alexander Peya     | 7-6(5), 6-3            |
| 2017             | Jamie Murray Bruno Soares               | John Isner Feliciano López            | 6-3, 6-3               |
| 2018             | Jamie Murray Bruno Soares               | Bob Bryan Mike Bryan                  | 7-6(4), 7-5            |
| 2019             | Alexander Zverev Mischa Zverev          | Austin Krajicek Artem Sitak           | 2-6, 7-6(4), [10-5]    |
| 2020             | Łukasz Kubot Marcelo Melo               | Juan Sebastián Cabal Robert Farah     | 7-6(6), 6-7(4), [11-9] |
| 2021             | Ken Skupski Neal Skupski                | Marcel Granollers Horacio Zeballos    | 7-6(3), 6-4            |
| 2022             | Feliciano López Stefanos Tsitsipas      | Marcelo Arévalo Jean-Julien Rojer     | 7-5, 6-4               |
| 2023             | Alexander Erler Lucas Miedler           | Nathaniel Lammons Jackson Withrow     | 7-6(9), 7-6(3)         |
| 2024             | Hugo Nys Jan Zieliński                  | Santiago González Neal Skupski        | 6-3, 6-2               |
| 2025             | Christian Harrison Evan King            | Sadio Doumbia Fabien Reboul           | 6-4, 6-0               |

### Dobles femenino
| Año  | Campeonas                               | Subcampeonas                         | Resultado            |
| ---- | --------------------------------------- | ------------------------------------ | -------------------- |
| 2001 | María José Martínez Anabel Medina       | Virginia Ruano Paola Suárez          | 6-4, 6-7(5), 7-5     |
| 2002 | Virginia Ruano Paola Suárez             | Tina Križan Katarina Srebotnik       | 7-5, 6-1             |
| 2003 | Émilie Loit Åsa Svensson                | Petra Mandula Patricia Wartusch      | 6-3, 6-1             |
| 2004 | Lisa McShea Milagros Sequera            | Olga Blahotová Gabriela Navrátilová  | 2-6, 7-6(5), 6-4     |
| 2005 | Alina Jidkova Tatiana Perebiynis        | Rosa María Andrés Conchita Martínez  | 7-5, 6-3             |
| 2006 | Anna-Lena Grönefeld Meghann Shaughnessy | Shinobu Asagoe Émilie Loit           | 6-1, 6-3             |
| 2007 | Lourdes Domínguez Arantxa Parra         | Émilie Loit Nicole Pratt             | 6-3, 6-3             |
| 2008 | Nuria Llagostera María José Martínez    | Iveta Benešová Petra Cetkovská       | 6-2, 6-4             |
| 2009 | Nuria Llagostera María José Martínez    | Lourdes Domínguez Arantxa Parra      | 6-4, 6-2             |
| 2010 | Polona Hercog Barbora Strýcová          | Sara Errani Roberta Vinci            | 2-6, 6-1, [10-2]     |
| 2011 | Mariya Koryttseva Ioana Raluca Olaru    | Lourdes Domínguez Arantxa Parra      | 3-6, 6-1, [10-4]     |
| 2012 | Sara Errani Roberta Vinci               | Lourdes Domínguez Arantxa Parra      | 6-2, 6-1             |
| 2013 | Lourdes Domínguez Arantxa Parra         | Catalina Castaño Mariana Duque       | 6-4, 7-6(1)          |
| 2014 | Kristina Mladenovic Galina Voskoboeva   | Petra Cetkovská Iveta Melzer         | 6-3, 2-6, [10-5]     |
| 2015 | Lara Arruabarrena María Teresa Torró    | Andrea Hlaváčková Lucie Hradecká     | 7-6(2), 5-7, [13-11] |
| 2016 | Anabel Medina Arantxa Parra             | Kiki Bertens Johanna Larsson         | 6-0, 6-4             |
| 2017 | Darija Jurak Anastasia Rodionova        | Verónica Cepede Royg Mariana Duque   | 6-3, 6-2             |
| 2018 | Tatjana Maria Heather Watson            | Kaitlyn Christian Sabrina Santamaria | 7-5, 2-6, [10-2]     |
| 2019 | Victoria Azarenka Saisai Zheng          | Desirae Krawczyk Giuliana Olmos      | 6-1, 6-2             |
| 2020 | Desirae Krawczyk Giuliana Olmos         | Kateryna Bondarenko Sharon Fichman   | 6-3, 7-6(5)          |